# Момеу

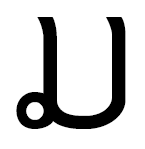

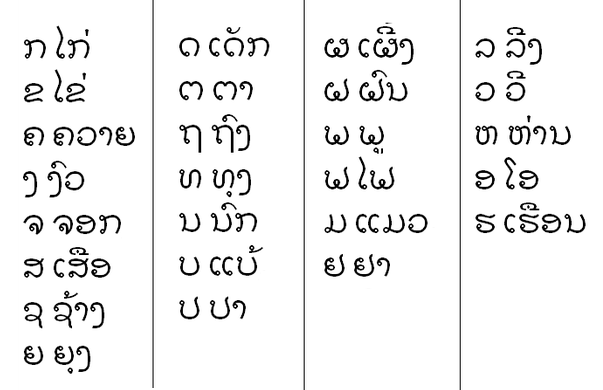
Алфавит

Момеу (меу — кошка) — мо, 20-я буква лаосского алфавита, в тайском алфавите соответствует букве мома (лошадь), обозначает губно-губной носовой согласный. В слоге может быть как инициалью, так и финалью. Как инициаль относится к согласным аксонтам (нижний класс), может образовать слоги, произносимые 2-м, 3-м, 4-м и 6-м тоном. 1-й и 5-й тон образуются с помощью диграфа хохан-момеу, слова начинающиеся на этот диграф в словаре находятся в разделе буквы хохан. Как финаль слога момеу образует кхампен (модулируемый слог).
Туа-тхам — 

## Ваййакон (грамматика)
- Ма — вспомогательный глагол, после других глаголов указывает, что действие направлено на говорящего.